# 黒岩常祥
黒岩 常祥（くろいわ つねよし、1941年12月13日 - ） は、日本の生物学者。東京大学名誉教授。元日本植物学会会長。日本学士院会員。文化功労者。日本学士院賞等受賞。

## 人物・経歴
東京市牛込区生まれ。1966年東京都立大学理学部生物学科卒業。1971年東京大学大学院理学系研究科植物学専攻博士課程修了、東京都立アイソトープ総合研究所研究員。
1973年岡山大学理学部生物学科講師。1974年岡山大学理学部生物学科助教授。1977年岡崎国立共同研究機構基礎生物学研究所助教授。1983年岡崎国立共同研究機構基礎生物学研究所教授。1987年東京大学理学部生物学科教授。1991年東京大学理学部附属植物園園長。1992年東京大学総長補佐。1993年東京大学大学院理学系研究科生物科学専攻教授。1997年東京大学評議員。2001年日本植物学会会長。2003年立教大学理学部生命理学科教授、東京大学名誉教授、日本学術会議会員。
2007年立教大学大学院理学研究科特任教授。2009年小石川植物園後援会会長。2015年日本女子大学理学部客員研究員。

## 受賞・栄典
- 1998年
  - 日本電子顕微鏡学会賞（瀬藤賞）[3]
  - 日本植物形態学会賞[3]
- 2001年 - 国際細胞小器官生物学会ミイシャーイシダ賞[2]
- 2003年 - 東レ科学技術賞[3]
- 2005年
  - 日本植物生理学会賞[3]
- 2008年
  - 日本植物学会学術賞[3]
  - 日本植物学会大賞[3]
  - 紫綬褒章[2]
  - アメリカ植物科学会C.R.L.M.バーンズ賞[2]
  - アメリカ植物科学会終身会員 [2]
- 2010年
  - みどりの学術賞[2]
  - 日本学士院賞[2]
  - 日本学士院会員[2]
- 2011年 - 文化功労者[2]
- 2015年 - 瑞宝重光章[2]